# Фула (азиатский народ)
Фула́ (кит. 浮拉族, пиньинь Fúlā Zú; вьетн. Phù Lá) — народ, проживающий на территории Вьетнама в провинциях Хатуен, Лайтяу, Хоангльеншон и Шонла. Общая численность — 6.4 тыс. человек. Фула делятся на две субэтнические группы: фула лао (лаовасо, бокховасо — «горцы») и фула хан (пула, пулапо, палукуа — «народ»), происходящие, скорее всего, от низшей касты народа ицзу. В 1970-х значительная часть фула хан мигрировала в Китай, где слилась с народом ицзу. (В. А. Тишков, 1999).

## Язык
Народ фула говорит на языке фула (лаовасо) центральной группы сино-тибетской семьи, фула хан – на китайском языке (Ю. В. Бромлей, 1988), хотя среди китайских фула в разной степени всё ещё сохраняются и различные юго-восточные лолойские языки и диалекты, разделяемые на нагорные (Highland Phula) и речные (Riverine Phula). Вьетнамские фула говорят на языках лагы (la21 ɣɯ44), фукха и дзукху (dzu21 kʰʊ33), известном также как фула коровьего хвоста (Cowtail Phula).

## Традиционные занятия
Традиционно фула занимались подсечно-огневым, пашенным, поливным и богарным земледелием. Основными сельскохозяйственными животными были свиньи и козы. Охотились фула на тигров, кабанов и медведей с помощью отравленных стрел и самострелов. Было развито и ремесло; особенно выделялось плетение из тростника и ткачество. Посуда изготавливалась из бамбука. (В. А. Тишков , 1999).

## Культура
Традиционная одежда, как у женщин, так и у мужчин, богато украшена бисером. Женский костюм состоит из верхней прямоугольной накидки с отверстием для головы и украшенной вышивкой и бисером юбки.
Традиционно пища фула — это рис, вяленая и солёная рыба или мясо, овощи. Пищу приправляют различными специями.
Дома фула строят на горных склонах.
Главный праздник — Новый год, во время которого устраиваются массовые гулянья с песнями и танцами.
Среди фула был распространён культ предков и духов природы (воды, риса, неба, земли и др.). (В. А. Тишков, 1999)